# Batroûmîne
Batroûmîne (arabiska: بترومين) är en ort i Libanon. Den ligger i guvernementet Mohafazat Liban-Nord, i den norra delen av landet, 60 kilometer nordost om huvudstaden Beirut. Batroûmîne ligger 326 meter över havet och antalet invånare är 1 050.
Terrängen runt Batroûmîne är kuperad åt sydväst, men åt nordost är den platt. Havet är nära Batroûmîne åt nordväst. Runt Batroûmîne är det tätbefolkat, med 331 invånare per kvadratkilometer.. Närmaste större samhälle är Tripoli, 8,8 kilometer norr om Batroûmîne.
Trakten runt Batroûmîne består till största delen av jordbruksmark.